# Surfskate
El surfskate és un esport relativament nou, que consisteix a fer skate però tindre la sensació que estàs fent surf.

Un surfskate és un patí amb unes característiques especials que permeten lliscar pels carrers com si ho fessis en una ona sobre una taula de surf. Per aconseguir aquesta sensació, els surfskates, a més d'unes taules llargues i amples, munten uns eixos especialment dissenyats per permetre una trajectòria amb girs molt més tancats que una taula de skate o longboard tradicionals. Cada marca té el seu propi eix surfskate patentat amb diferents sistemes de gir que els diferencia dels longboard clàssics. La majoria d'aquests eixos són regulables en duresa per a diferents usos o pesos i poder practicar, perfeccionar i tecnificar el teu surfing en els dies sense onades o en ciutats on no hi ha onades. L'eix davanter ens permet realitzar moviments molt similars al surf. La dinàmica de gir de l'eix Surfskate permet girs curts i maniobrables com si es tractés d'una taula de surf sobre les ones, i aconseguint que reprodueixis els moviments de al surf encara que no hagis tocat una taula en la teva vida. La pràctica d'aquests moviments i girs acaba convertint-se en moviments mecànics que acabaràs fent de forma totalment intuïtiva i hauràs après la tècnica del pumping (bombament) en poques hores. Aquesta tècnica pot portar mesos aprendre-la en l'aigua, tingues en compte que una onada tot just dura uns segons, i lamentablement!, són poques les sessions en què et seguidors a agafar ones. Així, amb un surfskate, hauràs practicat en un parell d'hores, el mateix que en diversos mesos a l'aigua. Els moviments són absolutament intuïtius i fàcils d'aprendre. La tècnica de Pumping o bombament consisteix a pujar i baixar per la paret de l'ona per augmentar la velocitat i poder fer maniobres o escapar de l'escuma. Amb el patí fem el mateix, però al carrer i sense necessitat d'haver de pujar i baixar i sense haver d'ajudar-nos de les empentes que donem amb el peu a la carretera per impulsar-nos amb altres patins com skates o longboards. Els eixos dels surfskates, a diferència dels skates i longboards tradicionals, poden fer girs tancats per esquivar obstacles o fer eslàlom simplement canviant el pes del teu cos com si canviessis de cant a la teva taula de surf.

## Parts d'un surfskate
- Taula: de vegades semblant a una taula de surf o a un cruiser convenciona.
- Eix posterior: sol ser un eix de skate ample
- Eix davanter: aquest és el que sol marcar la diferència perquè té un sistema que et permet girar el doble (o més) que un eix convencional gràcies a uns molls, una angulació diferent o gomes especials.
- Rodes: Se solen posar mitjanes i molt toves, que permetin fer girs semblants als de l'surf sense derrapar per accident; tot i que també hi ha gent que busca un altre tipus de girs per als que necessiten rodes dures amb els cants rodons per poder derrapar.
- Paper de vidre: igual que la d'un patí.
- Rodaments: iguals que els de l'skate.

## Història del surfskate
Encara que el surfskate pugui semblar una cosa nova, Greg Falk i Neil Carver porten propulsant aquesta modalitat des que van inventar el seu primer eix Carver en 1996. Van començar intentant comercialitzar el seu invent al públic skater fins a adonar-se que el públic que de veritat els interessava eren els surfistes.
Durant tots aquests anys el surfskate era practicat per només una minoria de gent que buscava practicar surf a l'asfalt, però gràcies al boom el surf durant els últims anys, cada vegada més gent s'ha aficionat a aquesta disciplina.

## Tipus de surfskates
Actualment hi ha molts tipus de surfskate i múltiples marques, però per posar-vos les coses fàcils, aquí van les més importants: Carver Skateboards, Yow surf, Slide surfskate, Swelltech, Hamboards o Smoothstar.
Cadascuna d'aquestes marques té sistemes d'eix diferents i una gran varietat de shapes: taules curtes tipus cruiser, taules que simulen una taula de surf, taules semblants als skates dels 70 o taulers de més de 6 peus que simulen les taules de longboard clàssiques.

## Característiques principals
1. Flexibilitat
La principal característica del Surfskate és que posseeix uns eixos molt flexibles, fins al punt que la taula gairebé es pot arrossegar sobre l'asfalt. Els eixos reben el nom de surftrucks. El joc dels surftrucks a l'hora de girar fa que tinguis la sensació de fer surf la superfície en la qual et desplaces, i d'aquí el seu nom.
Aprendre a manejar el Surfskate no és gens senzill, i és que la flexibilitat dels eixos fa que mantenir-se sobre la taula sigui bastant difícil, sobretot per a aquells que mai han practicat un esport relacionat. Per això, és aconsellable que els novells comencin amb el skate i després s'atreveixin amb el Surfskate. En qualsevol cas, si aconseguim dominar la taula, la sensació és fantàstica
2. Acceleració
Una altra particularitat de la taula és que, degut al seu disseny ia el rebot dels surftrucks, no cal pedalar per agafar velocitat. En aquest sentit, guarda més similituds amb el longboard que amb el skate, tot i que no és possible arribar a velocitats tan altes. Una de les primeres coses que has de fer per muntar en Surfskate és aprendre a frenar, posant un peu a terra o derrapant sense perdre el control.
Com triar un surfskate:
1. Distància entre eixos

Un dels aspectes més importants a l'hora de triar el teu Surfskate és la distància entre els eixos o 'wheelbase'. Si estàs acostumat a fer surf, sabràs quina és la teva postura habitual perquè puguis portar-la a l'asfalt. Altrament, et recomanem que calculis quin és l'espai entre els teus peus si els obres una mica més que les teves espatlles. La distància entre les parts internes del peu és el teu 'wheelbase.
2. Duresa dels eixos
Si l'objectiu és el d'usar la taula, el millor és que comencis que comencis per un Surfskate estable, amb els eixos una mica més durs per no executar girs massa bruscos. A mesura que aprens, podràs ajustar la duresa dels eixos o surftrucks per dur a terme girs més complicats
3. Forma de la taula
Si ets surfer i vols practicar els teus moviments en els dies que no hi ha onades, les taules més llargues permeten fer girs més prolongats, emulant així la sensació d'estar sobre una ona. Si ets skater i vols executar trucs sobre un Surfskate, hi ha models amb la cua aixecada que et permeten fer un salt o 'ollie'. Tu tries.
Diferencies entre un surfskate i un longboard:
L'objectiu del longboard és aconseguir velocitats altes, mentre que el Surfskate emula el surf sobre l'asfalt, executant girs molt oberts i complicats.
El Surfskate és un disciplina relativament nova, mentre que el longboard porta una àmplia trajectòria i ha desenvolupat diferents modalitats.
La principal característica del longboard és la seva forma, mentre que l'eix és la peça determinant del Surfskate.
En general, les longboards no acceleren mitjançant el bombament, sinó que és necessari pedalar. Amb un Surfskate n'hi ha prou amb